# Register kulturne dediščine Slovenije
Register kulturne dediščine Slovenije je uradna evidenca oz. osrednja zbirka podatkov o  dediščini v Sloveniji. Vodi se zaradi informacijske podpore izvajanja varstva dediščine, namenjen pa je tudi predstavitvi in raziskovanju dediščine ter vzgoji, izobraževanju in razvijanju zavesti v javnosti o pomenu dediščine. 

Register sestavljajo trije medsebojno povezani deli: Register nepremične dediščine, Register nesnovne dediščine ter Register premične dediščine.
V praksi se Register nepremične kulturne dediščine v Sloveniji vodi od leta 1991, Register nesnovne kulturne kulturne dediščine se vodi od leta 2009, Register premične kulturne dediščine pa še ni vzpostavljen.

## Opis enote dediščine
Opis enote dediščine v registru je zbirka podatkov o posamezni enoti in vsebuje osnovne podatke o njej. Poleg opisnih podatkov vsebuje tudi geolokacijske, o njeni umestitvi v javni prostor.

## Vpis v register
Z vpisom enota dediščine dobi enotno identifikacijo dediščine, t.i. EID oznako, ki enoto enolično identificira in se le-ta uporablja pri vseh postopkih varstva (evidentiranje, dokumentiranje, razglašanje kulturnih spomenikov, varstvo dediščine v prostorskih aktih, izdajanje kulturnovarstvenih aktov, financiranje in drugo).
Vpis v register pomeni le informacijsko podporo izvajanju varstva dediščine, saj so v registru samo osnovni podatki o registrirani dediščini – opis, fotografija, koordinate in podobno in nima več neposrednih posledic za lastnika dediščine. V treh medsebojno povezanih delih (nepremična, nesnovna, premična kulturna dediščina) se za spomenike vodijo posebej varstveni podatki, ki obsegajo: listine varstva, opis varstva, varstveni režim in podatke o lastniku spomenika. 
Zakonodaja določa, da se v register vpisujejo enote, starejše od 50 let.
Enota dediščine, ki je izgubila dediščinske lastnosti, ostane evidentirana v registru, čeprav se v prostoru ne varuje več. Takšne enote imajo dokumentarno (arhivsko) kategorijo varstva.